# Menophra torridaria
Menophra torridaria là một loài bướm đêm trong họ Geometridae.